# Molothrus
Molothrus là một chi chim trong họ Icteridae.